# أبو علي مصطفى
مصطفى علي العلي الزبري واسمه الحركي أبو علي مصطفى (وُلد في 15 مايو 1938 في عرابة – اغتالته إسرائيل في 27 أغسطس 2001 في البيرة) سياسي فلسطيني، كان الأمين العام للجبهة الشعبية لتحرير فلسطين. وكان أول زعيم سياسي فلسطيني من الصف الأول يُغْتَال من قبل إسرائيل خلال الانتفاضة الفلسطينية الثانية.

## نشأته
ولد أبو علي مصطفى في عرابة، قضاء جنين، فلسطين عام 1938. كان والده مزارعاً في قرية عرابة منذ العام 1948، بعد أن عمل في سكة حديد حيفا. درس المرحلة الأولى في بلدته، ثم انتقل عام 1950 مع بعض أفراد اسرته إلى عمّان، وبدأ حياته العملية وأكمل دراسته فيها.

## حياته السياسية
- انتسب إلى عضوية حركة القوميين العرب عام 1955، وتعرف إلى بعض أعضائها من خلال عضويته في النادي القومي العربي في عمّان (نادي رياضي، ثقافي اجتماعي). شارك وزملائه في الحركة والنادي في مواجهة السلطة أثناء معارك الحركة الوطنية الأردنية ضد الأحلاف، ومن أجل إلغاء المعاهدة البريطانية والأردنية، ومن أجل تعريب قيادة الجيش وطرد الضباط الإنجليز من قيادته وعلى رأسهم غلوب باشا.
- اعتقل لعدة شهور في نيسان عام 1957 إثر إعلان الاحكام العرفية في البلاد، وإقالة حكومة سليمان النابلسي ومنع الأحزاب من النشاط، كما اعتقل عدد من نشطاء الحركة آنذاك، ثم أطلق سراحه وعدد من زملائه، ليعاد اعتقالهم بعد حوالي أقل من شهر وقدموا لمحكمة عسكرية بتهمة مناوءة النظام والقيام بنشاطات ممنوعة والتحريض على السلطة وإصدار النشرات والدعوة للعصيان. وصدر عليه حكم بالسجن لمدة خمس سنوات أمضاها في معتقل الجفر الصحراوي.
- أطلق سراحه في نهاية عام 1961، وعاد لممارسة نشاطه في الحركة وأصبح مسؤول شمال الضفة التي أنشأ فيها منظمتين للحركة (الأولى عمل شعبي، والثانية عسكرية سرية). وفي عام 1965 ذهب بدورة عسكرية سرية (لتخريج ضباط فدائيين) في مدرسة انشاص الحربية في مصر، وعاد منها ليتولى تشكيل مجموعات فدائية، وأصبح عضواً في قيادة العمل الخاص في إقليم الحركة الفلسطيني.
- اعتقل في حملة واسعة قامت بها المخابرات الأردنية ضد نشطاء الأحزاب والحركات الوطنية والفدائية في عام 1966م توقيف إداري لعدة شهور في سجن الزرقاء العسكري، ومن ثم في مقر مخابرات عمان، إلى أن أطلق سراحه والعديد من زملائه الآخرين بدون محاكمة.
- في أعقاب حرب حزيران عام 1967 قام وعدد من رفاقه في الحركة بالاتصال مع الدكتور جورج حبش لاستعادة العمل والبدء بالتأسيس لمرحلة الكفاح المسلح، وكان هو أحد المؤسسين لهذه المرحلة ومنذ الانطلاق ل الجبهة الشعبية لتحرير فلسطين. قاد الدوريات الأولى نحو الوطن عبر نهر الأردن، لإعادة بناء التنظيم ونشر الخلايا العسكرية، وتنسيق النشاطات ما بين الضفة الغربية وقطاع غزة. وكان ملاحقاً من قوات الاحتلال واختفى لعدة شهور في الضفة في بدايات التأسيس.
- تولى مسؤولية الداخل في قيادة الجبهة الشعبية، ثم المسؤول العسكري لقوات الجبهة في الأردن إلى عام 1971، وكان قائدها أثناء معارك المقاومة في سنواتها الأولى ضد الاحتلال، كما كان قائدها في أحداث أيلول الأسود 1970 وحرب جرش – عجلون في تموز عام 1971.
- غادر الأردن سراً إلى لبنان إثر انتهاء ظاهرة وجود المقاومة المسلحة في أعقاب حرب تموز 1971. وفي المؤتمر الوطني الثالث عام 1972 انتخب نائباً للأمين العام.
- عاد للوطن في نهاية أيلول عام 1999. تولى مسؤولياته كاملة كنائب للأمين العام حتى عام 2000، وانتخب في المؤتمر الوطني السادس أمينا عاما للجبهة الشعبية لتحرير فلسطين.

## العضوية
عضويته في مؤسسات منظمة التحرير الفلسطينية:
- عضو في المجلس الوطني منذ عام 1968.
- عضو المجلس المركزي الفلسطيني.
- عضو اللجنة التنفيذية ما بين عام 1987 – 1991.

## اغتياله
اغتيل يوم الإثنين الموافق 27/8/2001، إثر قصف جوي صهيوني إسرائيلي استهدف مكتبه في مدينة البيرة.
قامت الجبهة الشعبية بالثأر له فقتلت وزير السياحة الصهيوني رحبعام زئيفي بتاريخ 17 أكتوبر 2001.